# Râul Slănic, Teleajen
Râul Slănic este un curs de apă, afluent al râului Teleajen. 

## Hărți
- Harta Județului Prahova
- Harta Munții Grohotiș [nefuncțională – arhivă]
- Harta Munții Ciucaș  Arhivat în 30 martie 2010, la Wayback Machine.